# NGC 1116
NGC 1116 ist eine Spiralgalaxie vom Hubble-Typ Sab im Sternbild Widder nördlich der Ekliptik. Sie ist schätzungsweise 346 Millionen Lichtjahre von der Milchstraße entfernt und hat einen Durchmesser von etwa 180.000 Lichtjahren. Vom Sonnensystem aus entfernt sich das Objekt mit einer errechneten Radialgeschwindigkeit von näherungsweise 7.700 Kilometern pro Sekunde.
Im selben Himmelsareal befinden sich unter anderem die Galaxien NGC 1111, NGC 1115, NGC 1117, PGC 10836.
Das Objekt wurde am 2. Dezember 1863 vom deutschen Astronomen Albert Marth entdeckt.